# Electronic Entertainment Expo 2013

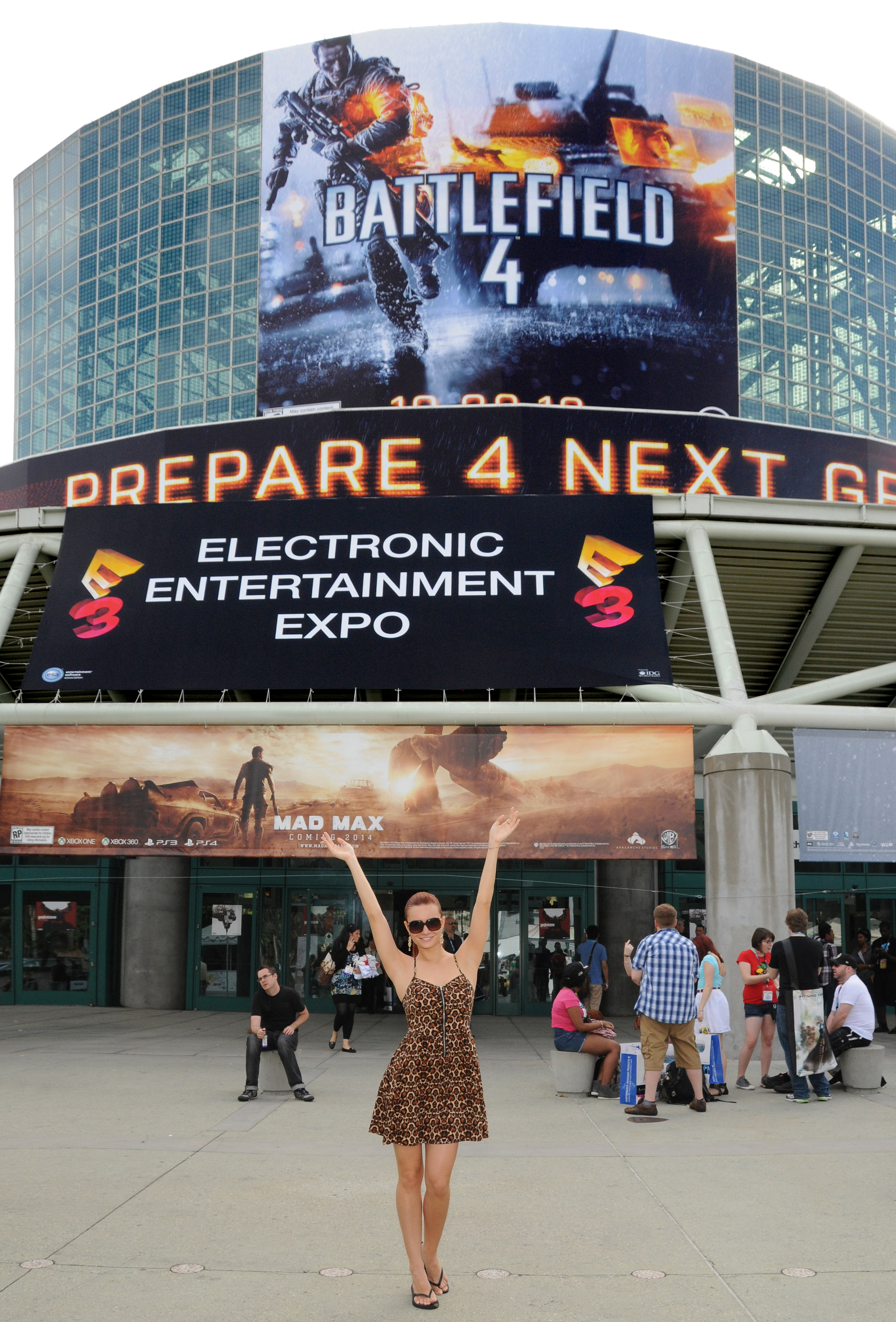
Entrata dell'E3

L'Electronic Entertainment Expo 2013, noto semplicemente come E3 2013, è stata la diciannovesima edizione dell'Electronic Entertainment Expo. L'evento si è svolto tra l'11 giugno e il 13 giugno 2013 presso il Convention Center di Los Angeles (California).

## Principali espositori
| - 505 - Activision Blizzard - Atlus - Bethesda - Capcom - CD Projekt RED - Crytek | - D3 Publisher - Deep Silver - Disney - Electronic Arts - Epic - Harmonix - Konami | - Microsoft - Namco Bandai - Natsume - Nintendo - Rebellion - SEGA - Sony | - Square Enix - Tecmo Koei - Telltale - Trion Worlds - Ubisoft - Warner Bros. - XSEED |

## Videogiochi presentati
| Activision Blizzard - Call of Duty: Ghosts (PC / PS3 / PS4 / Wii U / Xbox 360 / Xbox One) - Deadpool (PC / PS3 / Xbox 360) - Destiny (PS3 / PS4 / Xbox 360 / Xbox One) Bethesda - The Elder Scrolls Online (PC / PS4 / Xbox One) - The Evil Within (PC / PS3 / PS4 / Xbox 360 / Xbox One) - Wolfenstein: The New Order (PC / PS3 / PS4 / Xbox 360 / Xbox One) Capcom - Phoenix Wright: Ace Attorney - Dual Destinies (3DS) - Dead Rising 3 (Xbox One) - DuckTales: Remastered (PC / PS3 / Xbox 360 / Wii U) - Lost Planet 3 (PC / PS3 / Xbox 360) CD Projekt RED - The Witcher 3: Wild Hunt (PC / PS4 / Xbox One) Deep Silver - Saints Row IV (PC / PS3 / Xbox 360) Disney - Disney Infinity (3DS / PC / PS3 / Wii / Wii U / Xbox 360) Electronic Arts - Battlefield 4 (PC / PS3 / PS4 / Xbox 360 / Xbox One) - Dragon Age: Inquisition (PC / PS3 / PS4 / Xbox 360 / Xbox One) - FIFA 14 ( PC / PS3 / PS4 / Xbox 360 / Xbox One) - Madden NFL 25 (PS3 / PS4 / Xbox 360 / Xbox One) - Mirror's Edge 2 (PC / PS4 / Xbox One) - NBA Live 14 (PS4 / Xbox One) - Need for Speed: Rivals( PC / PS3 / PS4 / Xbox 360 / Xbox One) - Peggle 2 - Plants vs. Zombies 2: It's About Time (iOS) - Plants vs. Zombies: Garden Warfare (Xbox 360 / Xbox One) - Star Wars: Battlefront - Titanfall (PC/ Xbox One / Xbox 360) Konami - Castlevania: Lords of Shadow 2 ( PC / PS3 / Xbox 360) - Pro Evolution Soccer 2014 (PC / PS3 / Xbox 360) - Metal Gear Solid V: The Phantom Pain ( PS3 / PS4 / Xbox 360/ Xbox One) | Microsoft - Forza Motorsport 5 (Xbox One) - Halo (Xbox One) - Killer Instinct (Xbox One) - Project Spark (PC / Xbox One) - Quantum Break (Xbox One) - Ryse: Son of Rome (Xbox One) - Sunset Overdrive (Xbox One) Namco Bandai - Dark Souls II (PC / PS3 / Xbox 360) - Tekken Revolution (PS3) Natsume - Hometown Story (3DS) Nintendo - Bayonetta 2 (Wii U) - Game & Wario (Wii U) - The Legend of Zelda: A Link to the Past 2 (3DS) - The Legend of Zelda: The Wind Waker HD (Wii U) - Mario & Luigi: Dream Team (3DS) - Mario Golf: World Tour (3DS) - New Super Luigi U (Wii U) - Pikmin 3 (Wii U) - Super Smash Bros 4 (3DS/Wii U) - Pokémon X e Y (3DS) - Super Mario 3D World (Wii U) - The Wonderful 101 (Wii U) - X (Wii U) - Donkey Kong Country: Tropical Freeze (Wii U) - Mario Kart 8 (Wii U) SEGA - Castle of Illusion Starring Mickey Mouse HD (PC / PS3 / Xbox 360) - Company of Heroes 2 (PC) - Mario & Sonic ai Giochi Olimpici Invernali di Sochi 2014 (3DS/Wii U) - Sonic Lost World (3DS / Wii U) - Total War: Rome II (PC) | Sony - Beyond: Two Souls (PS3) - Driveclub (PS4) - Gran Turismo 6 (PS3) - Infamous: Second Son (PS4) - Killzone: Mercenary (PS Vita) - Killzone: Shadowfall (PS4) - Knack (PS4) - The Last of Us (PS3) - The Order: 1886 (PS4) - Puppeteer (PS3) - Tearaway (PS Vita) Square Enix - Deus Ex: The Fall (Android / iOS) - Final Fantasy XV (PS4 / Xbox One) - Kingdom Hearts III (PS4 / Xbox One) - Lightning Returns: Final Fantasy XIII (PS3 / Xbox 360) - Murdered: Soul Suspect (PC / PS3 / Xbox 360) - Thief (PC / PS4 / Xbox One) Tecmo Koei - Yaiba: Ninja Gaiden Z (iOS / PS3 / Xbox 360) Ubisoft - Assassin's Creed IV: Black Flag (PC / PS3 / PS4 / Wii U / Xbox 360 / Xbox One) - The Crew (PC / PS4 /Xbox One) - Just Dance 2014 (PS3 / PS4 / Wii / Wii U / Kinect with Xbox 360 / Xbox One) - Rayman Legends (PS3 / PS Vita / Wii U / Xbox 360) - South Park: The Stick of Truth (PC / PS3 / Xbox 360) - Tom Clancy's The Division (PS4 / Xbox One) - Tom Clancy's Splinter Cell: Blacklist (PC / PS3 / Wii U / Xbox 360) - Trials Fusion (PC / PS4 / Xbox 360 / Xbox One) - Trials Frontier (Mobile) - Watch Dogs (PC / PS3 / PS4 / Wii U / Xbox 360 / Xbox One) Warner Brothers - Batman: Arkham Origins (PC / PS3 / Wii U / Xbox 360) - Dying Light (PC / PS3 / PS4 / Xbox 360 / Xbox One) - Lego Marvel Super Heroes (3DS / DS / PC / PS3 / PS Vita / Wii U / Xbox 360) - Scribblenauts Unmasked: A DC Comics Adventure (3DS / PC / Wii U) |

## Premi
Ecco in vincitori del premio Game Critics Award.
| Miglior presentazione                                       | Gioco più originale                                    |
| ----------------------------------------------------------- | ------------------------------------------------------ |
| - Titanfall (PC, XBOX 360, XBOX ONE)                        | - Titanfall (PC, XBOX 360, XBOX ONE)                   |
| Miglior gioco per Console da casa                           | Miglior gioco per Console portatile                    |
| - Titanfall (PC, XBOX 360, XBOX ONE)                        | - (Tearaway) (PSVita)                                  |
| Miglior gioco per PC                                        | Miglior Hardware presentato                            |
| - Titanfall (PC, XBOX 360, XBOX ONE)                        | - Oculus Rift                                          |
| Miglior gioco d'azione                                      | Miglior gioco d'avventura                              |
| - Titanfall (PC, XBOX 360, XBOX ONE)                        | - Watch Dogs (PC, PS3, PS4, Xbox 360, XBOX ONE, Wii-U) |
| Miglior gioco di ruolo                                      | Miglior gioco online                                   |
| - The Elder Scrolls Online (PC, PS4, XBOX ONE)              | - Titanfall (PC, XBOX 360, XBOX ONE)                   |
| Miglior gioco di corsa                                      | Miglior gioco sportivo                                 |
| - Need for Speed: Rivals (PC, PS3, PS4, Xbox 360, Xbox One) | - NHL 14 (PS3, XBOX 360,)                              |
| Miglior gioco strategico                                    | Miglior gioco Casual                                   |
| - Total War: Rome II (PC)                                   | - Fantasia: Music Evolved (XBOX 360, XBOX ONE)         |